# Tribu Kikapoo
Tribu Kikapoo är en ort i Mexiko.   Den ligger i kommunen Múzquiz och delstaten Coahuila, i den centrala delen av landet, 1 000 km norr om huvudstaden Mexico City. Tribu Kikapoo ligger 542 meter över havet och antalet invånare är 419.
Terrängen runt Tribu Kikapoo är kuperad västerut, men österut är den platt. Runt Tribu Kikapoo är det glesbefolkat, med 8 invånare per kvadratkilometer. Tribu Kikapoo är det största samhället i trakten. Omgivningarna runt Tribu Kikapoo är i huvudsak ett öppet busklandskap.